# アフリカンゴールド
アフリカンゴールド（欧字名:African Gold、2015年3月26日 - ）は、日本の競走馬。2022年の京都記念の勝ち馬である。
馬名の意味は、アフリカの黄金。

## 戦績
2017年12月23日、阪神競馬場5Rの2歳新馬でデビュー。しかし1着に1秒差を付けられた9着に敗れる。
年が明けて2018年1月20日の3歳未勝利を2戦し4着、6着と勝てなかったが、3度目の未勝利戦で2着にハナ差で勝利。条件戦のメルボルントロフィーで2着、そして渥美特別、兵庫特別と2勝。その後、初の重賞参戦にしてGI挑戦となる菊花賞は12着と惨敗してしまう。
年が明けて2019年1月13日の日経新春杯に出走して15着に敗れる。続いて参戦した条件戦の御堂筋ステークスは4着、烏丸ステークスは2着となった。烏丸ステークス出走後に、気性が荒かったという事もあり去勢され騸馬となった。去勢直後の3勝クラスのマレーシアカップでは4着に敗れたものの、六社ステークスで1年ぶりの勝利を挙げた。だがアルゼンチン共和国杯ではムイトオブリガードの3着に敗れる。
2020年はまた日経新春杯より始動するも11着。そこから宝塚記念まで3戦するも全て2桁着順の惨敗に終わり、この年はこれ以降出走しなかった。
2021年は1月30日の白富士ステークスより始動。10番人気という低評価であったが4着と半年以上のブランクをものともせず好走した。だが、その後鳴尾記念など5戦するもすべて着外に終わってしまう。しかし、12月11日の中日新聞杯では18頭立て17番人気を覆し2着。このレースは1着ショウナンバルディが8番人気、3着シゲルピンクダイヤが10番人気で、三連単の払い戻しが236万8380円となる大波乱を起こした。
年が明けて2022年は1月16日の日経新春杯から始動し5着の後、京都記念へ出走してスタートからハナを切って逃げると、そのまま逃げ切って重賞初勝利となった。4月3日の大阪杯では道中2番手追走も直線で一杯になり7着に敗れ、その後の3戦はすべて二桁着順に終わった。
2023年は1月の日経新春杯と2月の京都記念を共に9着となったのち、阪神大賞典では好スタートからマイペースに逃げに持ち込むと、直線で後続馬にかわされるも4着に粘った。天皇賞・春ではレース序盤に主導権を握るも2周目向正面で心房細動を発症して競走中止した。8月20日の札幌記念で復帰したが12着に敗れ、その後もGII競走を3戦するがいずれも着外であった。
2024年2月11日の京都記念では好スタートからハナを主張して逃げる展開となったが直線で力尽き10着と大敗する。2月24日、管理する西園正都調教師により現役引退を発表した。同月29日付でJRAの競走馬登録を抹消された。引退後はJRAに寄贈され阪神競馬場で乗馬として供用される。

## 競走成績
以下の内容は、JBISサーチおよびnetkeiba.comに基づく。
| 競走日     | 競馬場 | 競走名          | 格       | 距離（馬場）  | 頭 数 | 枠 番 | 馬 番 | オッズ （人気） | 着順 | タイム （上り3F） | 着差 | 騎手          | 斤量 [kg] | 1着馬（2着馬）         | 馬体重 [kg] |
| ---------- | ------ | --------------- | -------- | ------------- | ----- | ----- | ----- | --------------- | ---- | ----------------- | ---- | ------------- | --------- | ---------------------- | ----------- |
| 2017.12.23 | 阪神   | 2歳新馬         |          | 芝2000m（良） | 12    | 6     | 7     | 027.00（7人）   | 09着 | R2:07.1（34.3）   | -1.0 | 0酒井学       | 55        | キタノコマンドール     | 486         |
| 2018.01.20 | 京都   | 3歳未勝利       |          | 芝2000m（稍） | 15    | 2     | 2     | 116.0（11人）   | 04着 | R2:04.0（35.4）   | -0.3 | 0松若風馬     | 56        | ジャックローズ         | 468         |
| 0000.02.18 | 京都   | 3歳未勝利       |          | 芝2000m（良） | 13    | 3     | 3     | 016.40（5人）   | 06着 | R2:03.2（37.8）   | -1.7 | 0酒井学       | 56        | ネプチュナイト         | 466         |
| 0000.04.29 | 京都   | 3歳未勝利       |          | 芝2400m（良） | 11    | 4     | 4     | 010.50（5人）   | 01着 | R2:27.1（33.9）   | -0.0 | 0松若風馬     | 56        | （メイケイゴールド）   | 460         |
| 0000.05.19 | 京都   | メルボルンT     | 500万下  | 芝2200m（良） | 10    | 4     | 4     | 007.10（5人）   | 02着 | R2:14.9（36.7）   | -0.2 | 0松若風馬     | 56        | ドレーク               | 462         |
| 0000.07.22 | 中京   | 渥美特別        | 500万下  | 芝2200m（良） | 14    | 8     | 13    | 006.50（4人）   | 01着 | R2:11.9（35.6）   | -0.4 | 0松若風馬     | 54        | （シャドウブリランテ） | 462         |
| 0000.10.02 | 阪神   | 兵庫特別        | 1000万下 | 芝2400m（良） | 8     | 7     | 7     | 001.70（1人）   | 01着 | R2:26.8（34.3）   | -0.7 | 0松若風馬     | 53        | （アロマドゥルセ）     | 462         |
| 0000.10.21 | 京都   | 菊花賞          | GI       | 芝3000m（良） | 18    | 5     | 10    | 024.50（9人）   | 12着 | 03:07.8（35.7）   | -1.7 | 0松若風馬     | 57        | フィエールマン         | 460         |
| 2019.01.13 | 京都   | 日経新春杯      | GII      | 芝2400m（良） | 16    | 2     | 4     | 007.50（4人）   | 15着 | 02:29.3（40.0）   | -3.1 | 0F.ミナリク   | 52        | グローリーヴェイズ     | 464         |
| 0000.03.31 | 阪神   | 御堂筋S         | 1600万下 | 芝2400m（良） | 9     | 3     | 3     | 004.10（3人）   | 04着 | R2:26.2（36.4）   | -0.1 | 0松若風馬     | 55        | シルヴァンシャー       | 466         |
| 0000.04.29 | 京都   | 烏丸S           | 1600万下 | 芝2400m（良） | 12    | 1     | 1     | 003.20（1人）   | 02着 | R2:25.4（34.4）   | -0.1 | 0松若風馬     | 56        | レノヴァール           | 466         |
| 0000.07.13 | 中京   | マレーシアC     | 3勝      | 芝2000m（稍） | 10    | 4     | 4     | 003.60（2人）   | 04着 | R2:00.9（33.8）   | -0.1 | 0川田将雅     | 57        | カヴァル               | 462         |
| 0000.10.06 | 東京   | 六社S           | 3勝      | 芝2400m（良） | 15    | 4     | 6     | 003.90（2人）   | 01着 | R2:25.8（33.6）   | -0.2 | 0福永祐一     | 56        | （トラストケンシン）   | 468         |
| 0000.11.03 | 東京   | AR共和国杯      | GII      | 芝2500m（良） | 13    | 1     | 1     | 002.80（1人）   | 03着 | R2:31.7（33.8）   | -0.2 | 0C.ルメール   | 55        | ムイトオブリガード     | 464         |
| 2020.01.19 | 京都   | 日経新春杯      | GII      | 芝2400m（良） | 14    | 8     | 13    | 005.40（3人）   | 11着 | 02:28.1（36.0）   | -1.2 | 0福永祐一     | 55        | モズベッロ             | 466         |
| 0000.05.09 | 東京   | メトロポリタンS | L        | 芝2400m（良） | 11    | 6     | 6     | 006.10（4人）   | 10着 | R2:26.6（34.1）   | -0.8 | 0田辺裕信     | 56        | ウラヌスチャーム       | 464         |
| 0000.05.31 | 東京   | 目黒記念        | GII      | 芝2500m（良） | 18    | 4     | 8     | 028.6（11人）   | 11着 | R2:30.3（35.9）   | -0.7 | 0福永祐一     | 55        | キングオブコージ       | 464         |
| 0000.06.28 | 阪神   | 宝塚記念        | GI       | 芝2200m（稍） | 18    | 2     | 4     | 413.5（17人）   | 18着 | R2:21.8（43.5）   | -8.3 | 0藤井勘一郎   | 58        | クロノジェネシス       | 466         |
| 2021.01.30 | 東京   | 白富士S         | L        | 芝2000m（良） | 13    | 4     | 4     | 063.3（10人）   | 04着 | 01:59.2（34.0）   | -0.2 | 0田辺裕信     | 56        | ポタジェ               | 470         |
| 0000.03.07 | 阪神   | 大阪城S         | L        | 芝1800m（良） | 16    | 6     | 11    | 025.1（10人）   | 10着 | R1:46.9（34.7）   | -0.8 | 0藤井勘一郎   | 55        | ヒンドゥタイムズ       | 476         |
| 0000.05.15 | 中京   | 都大路S         | L        | 芝2000m（良） | 11    | 7     | 10    | 007.50（4人）   | 07着 | R2:00.0（34.6）   | -0.5 | 0藤岡康太     | 56        | マウントゴールド       | 470         |
| 0000.06.05 | 中京   | 鳴尾記念        | GIII     | 芝2000m（良） | 13    | 2     | 2     | 088.0（11人）   | 10着 | R2:01.9（34.2）   | -1.2 | 0藤岡康太     | 56        | ユニコーンライオン     | 474         |
| 0000.09.18 | 中京   | ケフェウスS     | OP       | 芝2000m（重） | 13    | 6     | 9     | 050.4（12人）   | 09着 | R2:01.9（34.5）   | -0.7 | 0藤岡康太     | 54        | アラタ                 | 472         |
| 0000.10.17 | 東京   | オクトーバーS   | L        | 芝2000m（稍） | 18    | 6     | 11    | 073.9（16人）   | 08着 | R2:00.9（35.5）   | -0.9 | 0国分恭介     | 56        | パンサラッサ           | 468         |
| 0000.12.11 | 中京   | 中日新聞杯      | GIII     | 芝2000m（良） | 18    | 3     | 6     | 154.0（17人）   | 02着 | R1:59.9（35.0）   | -0.1 | 0国分恭介     | 54        | ショウナンバルディ     | 464         |
| 2022.01.16 | 中京   | 日経新春杯      | GII      | 芝2200m（良） | 16    | 4     | 7     | 087.9（12人）   | 05着 | 02:12.6（35.9）   | -0.9 | 0国分恭介     | 55        | ヨーホーレイク         | 468         |
| 0000.02.13 | 阪神   | 京都記念        | GII      | 芝2200m（稍） | 13    | 7     | 11    | 051.5（12人）   | 01着 | R2:11.9（34.5）   | -0.2 | 0国分恭介     | 56        | （タガノディアマンテ） | 468         |
| 0000.04.03 | 阪神   | 大阪杯          | GI       | 芝2000m（良） | 16    | 8     | 15    | 092.9（11人）   | 07着 | R1:59.0（36.2）   | -0.6 | 0国分恭介     | 57        | ポタジェ               | 468         |
| 0000.06.26 | 阪神   | 宝塚記念        | GI       | 芝2200m（良） | 17    | 1     | 2     | 122.0（12人）   | 16着 | R2:12.4（38.5）   | -2.7 | 0国分恭介     | 58        | タイトルホルダー       | 468         |
| 0000.10.10 | 阪神   | 京都大賞典      | GII      | 芝2400m（稍） | 14    | 1     | 1     | 025.6（12人）   | 12着 | R2:26.1（35.6）   | -1.8 | 0国分恭介     | 57        | ヴェラアズール         | 474         |
| 0000.11.06 | 東京   | AR共和国杯      | GII      | 芝2500m（良） | 18    | 7     | 14    | 046.8（14人）   | 10着 | R2:31.9（35.3）   | -0.8 | 0T.マーカンド | 57        | ブレークアップ         | 470         |
| 2023.01.15 | 中京   | 日経新春杯      | GII      | 芝2200m（稍） | 14    | 8     | 13    | 070.8（12人）   | 09着 | R2:15.0（36.2）   | -0.8 | 0国分恭介     | 58        | ヴェルトライゼンデ     | 466         |
| 0000.02.12 | 阪神   | 京都記念        | GII      | 芝2200m（良） | 13    | 4     | 4     | 111.2（10人）   | 09着 | R2:12.3（35.1）   | -1.4 | 0国分恭介     | 58        | ドウデュース           | 468         |
| 0000.03.19 | 阪神   | 阪神大賞典      | GII      | 芝3000m（良） | 14    | 7     | 11    | 114.0（10人）   | 04着 | R3:06.5（34.8）   | -0.4 | 0国分恭介     | 57        | ジャスティンパレス     | 468         |
| 0000.04.30 | 京都   | 天皇賞（春）    | GI       | 芝3200m（稍） | 17    | 8     | 17    | 213.8（13人）   |      | 競走中止          |      | 0国分恭介     | 58        | ジャスティンパレス     | 468         |
| 0000.08.20 | 札幌   | 札幌記念        | GII      | 芝2000m（稍） | 15    | 5     | 9     | 204.9（13人）   | 12着 | R2:05.1（40.0）   | -3.6 | 0国分恭介     | 58        | プログノーシス         | 472         |
| 0000.10.09 | 京都   | 京都大賞典      | GII      | 芝2400m（重） | 14    | 7     | 12    | 058.3（10人）   | 05着 | R2:25.5（36.1）   | -0.2 | 0国分恭介     | 57        | プラダリア             | 476         |
| 0000.11.05 | 東京   | AR共和国杯      | GII      | 芝2500m（良） | 18    | 3     | 6     | 048.8（12人）   | 08着 | R2:30.3（35.6）   | -0.4 | 0国分恭介     | 58        | ゼッフィーロ           | 472         |
| 0000.12.02 | 中山   | ステイヤーズS   | GII      | 芝3600m（良） | 16    | 8     | 15    | 016.30（6人）   | 11着 | 03:47.7（37.8）   | -2.3 | 0国分恭介     | 57        | アイアンバローズ       | 468         |
| 2024.02.11 | 京都   | 京都記念        | GII      | 芝2200m（良） | 12    | 8     | 12    | 046.00（7人）   | 10着 | R2:13.2（36.8）   | -1.1 | 0国分恭介     | 57        | プラダリア             | 470         |

## エピソード
菊花賞を目前とした2018年10月に「アフリカンゴールド(本人)」という名前でTwitterを開設。以降セン馬となったことの報告や次走に向けての意気込み、次走の脚質アンケート等のツイートを発信しており、「Twitterをする馬」として知名度を上げている。
2023年に中央競馬ピーアール・センター企画で実施された「アイドルホースオーディション2023」において、アフリカンゴールドは30,545票を獲得し現役馬部門で1位となった。現役馬部門の上位2頭と引退馬部門の1位は中央競馬ピーアール・センターの「ターフィー通販クラブ」が製作・販売を行っているぬいぐるみシリーズ「アイドルホース」として製作されることになっており、アフリカンゴールドのぬいぐるみが製作された。
| 部門   | 順位   | 馬名               | 得票数   | 主な勝ち鞍              |
| ------ | ------ | ------------------ | -------- | ----------------------- |
| 現役馬 | 1位    | アフリカンゴールド | 30,545票 | 京都記念                |
| 現役馬 | 2位    | ジャックドール     | 19,824票 | 大阪杯                  |
| 引退馬 | 引退馬 | リフレイム         | 19,797票 | パラダイスステークス(L) |

## 血統表
| アフリカンゴールドの血統                   | アフリカンゴールドの血統              | アフリカンゴールドの血統 | （血統表の出典）     | （血統表の出典）  |
| 父系                                       | サンデーサイレンス系                  | サンデーサイレンス系     | サンデーサイレンス系 | [ § 2 ]           |
| 父 ステイゴールド 黒鹿毛 1994 北海道白老町 | 父の父*サンデーサイレンス 青鹿毛 1986 | Halo                     | Hail to Reason       | Hail to Reason    |
| 父 ステイゴールド 黒鹿毛 1994 北海道白老町 | 父の父*サンデーサイレンス 青鹿毛 1986 | Halo                     | Cosmah               |                   |
| 父 ステイゴールド 黒鹿毛 1994 北海道白老町 | 父の父*サンデーサイレンス 青鹿毛 1986 | Wishing Well             | Understanding        | Understanding     |
| 父 ステイゴールド 黒鹿毛 1994 北海道白老町 | 父の父*サンデーサイレンス 青鹿毛 1986 | Wishing Well             | Mountain Flower      |                   |
| 父 ステイゴールド 黒鹿毛 1994 北海道白老町 | 父の母ゴールデンサッシュ 栗毛 1988    | *ディクタス              | Sanctus              | Sanctus           |
| 父 ステイゴールド 黒鹿毛 1994 北海道白老町 | 父の母ゴールデンサッシュ 栗毛 1988    | *ディクタス              | Doronic              |                   |
| 父 ステイゴールド 黒鹿毛 1994 北海道白老町 | 父の母ゴールデンサッシュ 栗毛 1988    | ダイナサッシュ           | *ノーザンテースト    | *ノーザンテースト |
| 父 ステイゴールド 黒鹿毛 1994 北海道白老町 | 父の母ゴールデンサッシュ 栗毛 1988    | ダイナサッシュ           | *ロイヤルサッシュ    |                   |
| 母 *ブリクセン 鹿毛 1998 アメリカ          | 母の父Gone West 鹿毛 1984             | Mr.prospector            | Raise a Native       | Raise a Native    |
| 母 *ブリクセン 鹿毛 1998 アメリカ          | 母の父Gone West 鹿毛 1984             | Mr.prospector            | Gold Digger          |                   |
| 母 *ブリクセン 鹿毛 1998 アメリカ          | 母の父Gone West 鹿毛 1984             | Secrettame               | Secretariat          | Secretariat       |
| 母 *ブリクセン 鹿毛 1998 アメリカ          | 母の父Gone West 鹿毛 1984             | Secrettame               | Tamerett             |                   |
| 母 *ブリクセン 鹿毛 1998 アメリカ          | 母の母Danish 鹿毛 1991                | *デインヒル              | Danzig               | Danzig            |
| 母 *ブリクセン 鹿毛 1998 アメリカ          | 母の母Danish 鹿毛 1991                | *デインヒル              | Razyana              |                   |
| 母 *ブリクセン 鹿毛 1998 アメリカ          | 母の母Danish 鹿毛 1991                | Tea House                | Sassafras            | Sassafras         |
| 母 *ブリクセン 鹿毛 1998 アメリカ          | 母の母Danish 鹿毛 1991                | Tea House                | House Tie            |                   |
| 母系(F-No.)                                | (FN:10-c)                             | (FN:10-c)                | (FN:10-c)            | [ § 3 ]           |
| 5代内の近親交配                            | Northern Dancer 5×5                   | Northern Dancer 5×5      | Northern Dancer 5×5  | [ § 4 ]           |
| 出典                                       | 1. 2. 3. 4.                           | 1. 2. 3. 4.              | 1. 2. 3. 4.          | 1. 2. 3. 4.       |

- 半兄African Story（父Pivotal）はドバイワールドカップなどの勝ち馬[14]。